# Stroh

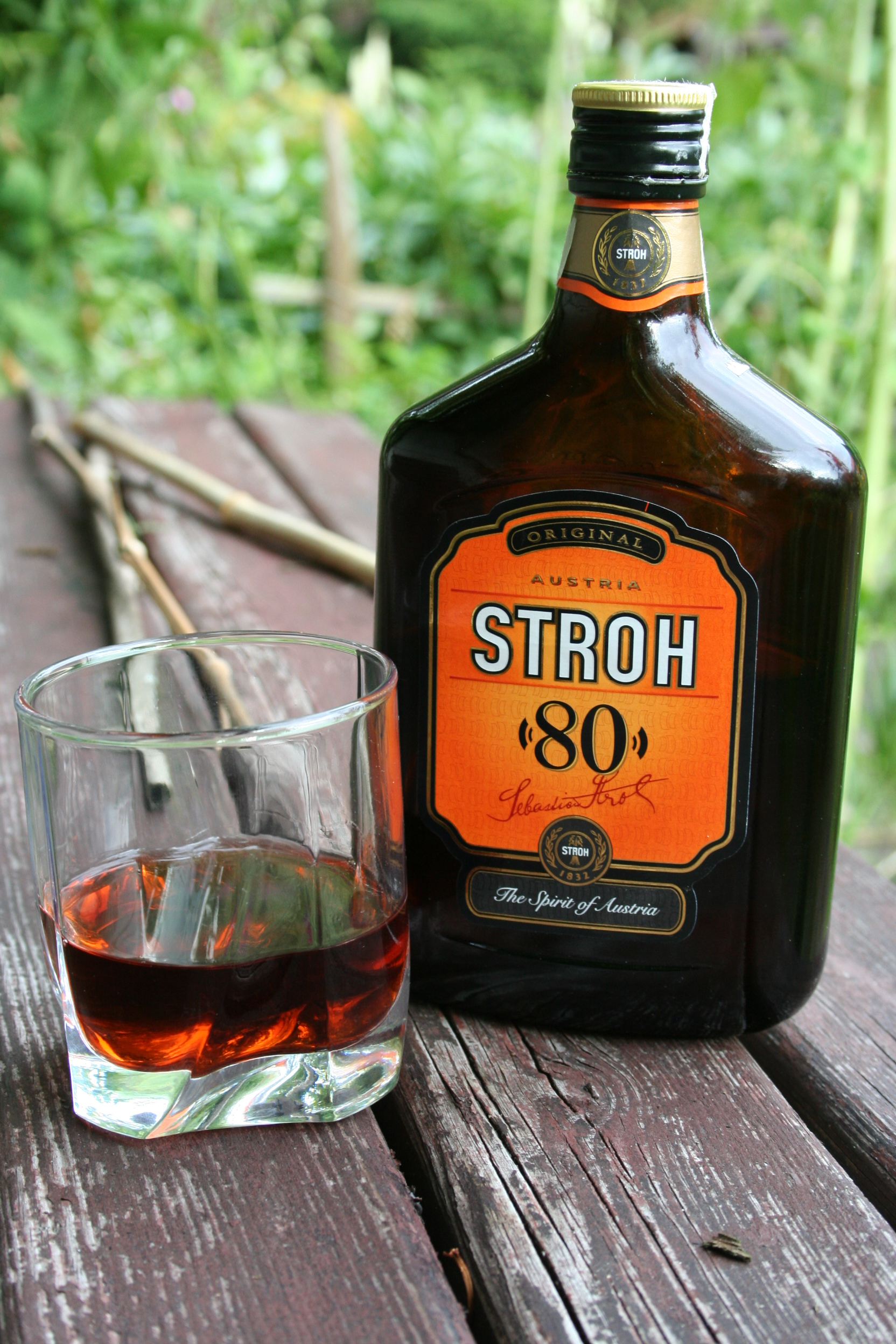

Stroh, in het dagelijks taalgebruik ook wel aangeduid als strohrum, is een zogeheten Inländer Rum, een sterk alcoholische drank afkomstig uit Oostenrijk. Het is verkrijgbaar in vier varianten: Stroh 38, Stroh 60, Stroh 80 en Stroh Jagertee. De getallen staan voor het alcoholpercentage in de dranken.
De drank werd voor het eerst gemaakt in 1832 in Klagenfurt. De naam van de drank is vernoemd naar uitvinder Sebastian Stroh. Stroh was een familiebedrijf dat zijn reputatie kreeg bij de Wereldtentoonstelling van 1900 in Parijs. Het werd bekroond met de Grande Médaille d’Or. In 1969 nam de 21-jarige Hanno Maurer-Stroh het familiebedrijf over. Hanno Maurer-Stroh was van de vijfde generatie van de familie. Hij moderniseerde het bedrijf om aan de eisen van de dynamische markt te voldoen. 
Stroh is in meer dan 30 landen te verkrijgen. Het is Oostenrijks meest bekende sterk alcoholische drankenmerk. Jaarlijks worden er meer dan 10 miljoen flessen van verkocht.
De grondstof voor Strohrum is tegenwoordig suikerriet-melasse, wat voorheen niet het geval was. Na vergisting wordt door middel van kolomdestillatie de alcohol hieruit gewonnen. Door de fabrikant worden er daarna nog kleurstoffen, geur- en smaak-essences aan toegevoegd. Om deze laatste reden voldoet de drank niet aan de Europese definitie voor rum, en mag de drank in de EU niet als 'rum' verkocht worden. Wel mag een geheel in Oostenrijk geproduceerde rum volgens een richtlijn van de Europese unie sinds 2008 de naam Inländer Rum gebruiken.

## De smaak
Stroh heeft de geur en smaak van vanille, eikenhout en een vleugje sinaasappel met amandelen. De sterke varianten worden veel gebruikt als ingrediënt voor cocktails (o.a. B-52 cocktail), punches (o.a. de Feuerzangenbowle) en cakes uit met name de Oostenrijkse keuken.

## Soorten
Stroh 80 heeft een alcoholpercentage van 80%. Deze drank is bedoeld om mee te mixen of als toevoeging bij het koken. Direct drinken kan ook, maar het is dan aan te raden de drank te verdunnen met minimaal een gelijke hoeveelheid water.
Stroh 60 wordt het meest gebruikt in de keuken als ingrediënt in allerlei bakproducten zoals cakes, taarten en flensjes, maar ook in vruchtenbowls en de rumtopf. Ook deze drank wordt meestal niet onverdund geconsumeerd.
Stroh 40 (in Nederland enkel verkrijgbaar als Stroh 38 ) kan direct gedronken worden. De drank wordt weleens in de mix gedronken, zoals met cola of chocolademelk.
Stroh Jagertee. Jagertee is een warme drank uit Oostenrijk gemaakt van zwarte thee, Strohrum en kruidenextracten zoals vanille, steranijs en kaneel. Stroh Jagertee bevat 40% alcohol. Wordt als 1 deel Stroh Jagertee op 2 delen heet water gedronken. Jagertee is populair bij wintersporters en wordt dan ook in veel Oostenrijkse apres-skibars geschonken. Jagertee kan weleens onderschat worden omdat de suiker, de kruiden en de thee de alcoholsmaak maskeren, waardoor sneller en meer wordt gedronken en de alcohol dus harder toeslaat.